# Aegialitis

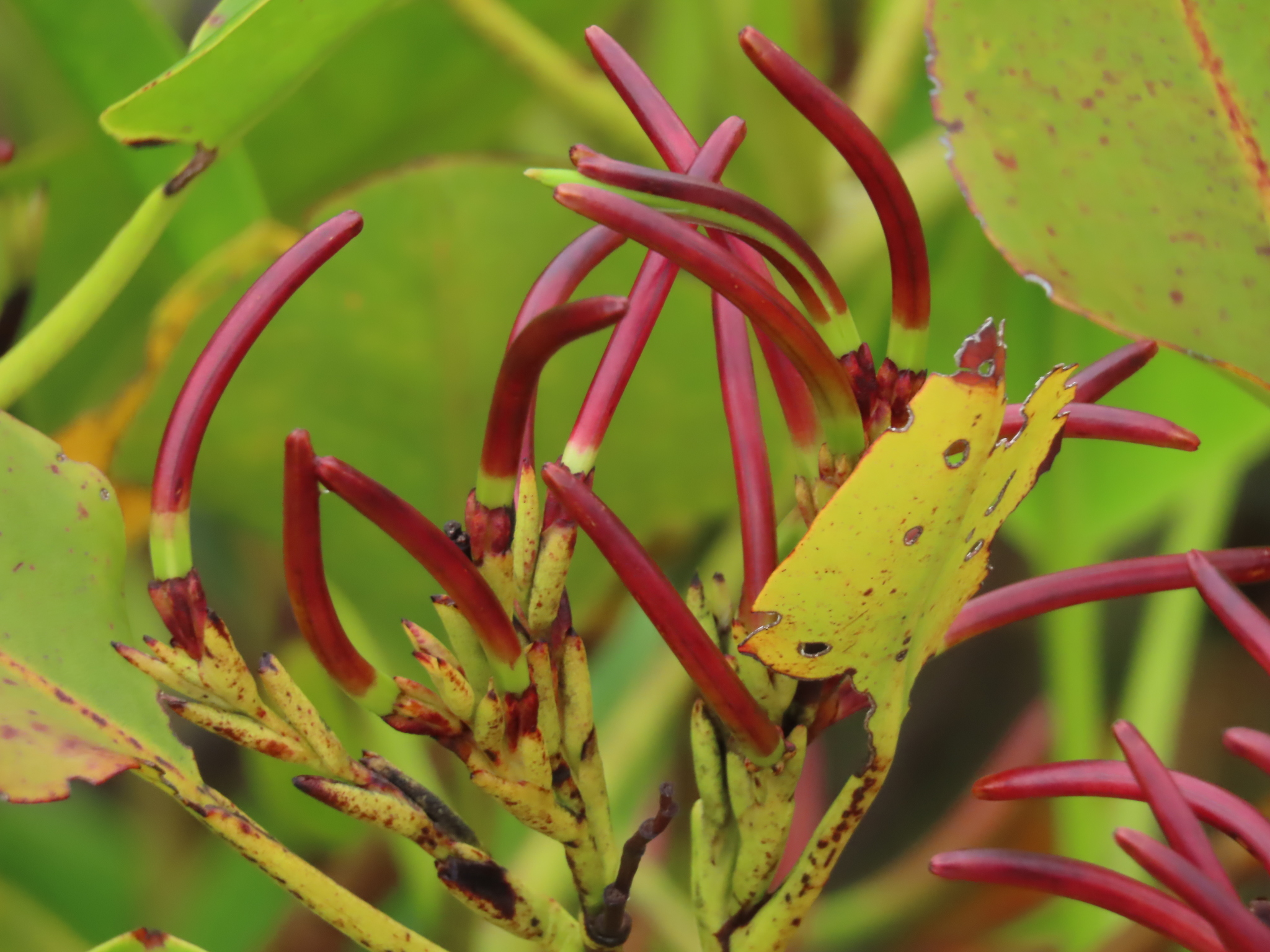
Aegialitis annulata

Aegialitis – rodzaj roślin z rodziny ołownicowatych (Plumbaginaceae). Obejmuje dwa gatunki występujące w namorzynach Azji południowo-wschodniej i Australii. 

## Systematyka
Pozycja według APweb (aktualizowany system APG III z 2009)
Rodzaj z rodziny ołownicowatych (Plumbaginaceae) należącej do rzędu goździkowców reprezentującego dwuliścienne właściwe.
Wykaz gatunków
- Aegialitis annulata R.Br.
- Aegialitis rotundifolia Roxb.